# Batalla de Cremona (1702)
La batalla de Cremona (o Sorpresa de Cremona) tuvo lugar el 1 de febrero de 1702 en Cremona (Ducado de Milán español), y enfrentó a las tropas francesas con las austríacas, en el marco de la guerra de sucesión española.

## Preludio
Tras haberse vuelto más circunspecto debido a la derrota sufrida en la batalla de Chiari, el mariscal francés François de Neufville de Villeroy se atrincheró en un buen campamento en Urago (República de Venecia), cerca de Chiari, donde mantuvo durante amplio tiempo al enemigo en espera. Pero tras haber transcurrido dos meses sin haber tenido lugar ninguna acción destacada, los franceses, con dificultades de aprovisionamiento, y defendiendo un territorio sin mucha buena voluntad de hacerlo, desmontaron el campamento el 12 de noviembre y se trasladaron a la otra orilla del río Oglio, para finalmente acampar ante la ciudad de Cremona.

## La batalla
Un acueducto subterráneo, utilizado para evacuar al exterior las inmundicias, que pasaba bajo la casa de un sacerdote partidario de los imperiales, les permitió introducir en la ciudad a 300 granaderos y algunos obreros, que se dirigieron hacia la antigua puerta de Santa Margarita, derribaron el muro que la condenaba desde su abandono, y abrieron así el paso a la caballería, que ocupó rápidamente el centro de Cremona.
Un regimiento francés, el de Vaisseaux, que efectuaba maniobras desde el alba, disparó contra los coraceros imperiales, se parapetó en las ruinas circundantes y pidió inmediatamente ayuda. Los imperiales progresaban por otros lugares, penetrando en parte de los cuarteles, en los que hicieron prisioneras a varias compañías. Finalmente, los franceses consiguieron reagruparse y recuperar algo de terreno, con ayuda de las tropas irlandesas al servicio de Luis XIV. Finalmente dieron la vuelta a la situación, ya que el regimiento Vaisseaux logró forzar el parapeto construido por los imperiales a la entrada de la ciudad, cerca de donde desembocaba el acueducto.
Desde entonces, Eugenio de Saboya ya no controlaba Cremona. Acababa de fracasar en su intento de tomar la puerta del Po, sus tropas estaban malbaratadas en su mayor parte por combates callejeros, y los magistrados de la ciudad rehusaban declararse en su favor. Pensando pues en retirarse, puso tropas de guardia en la puerta de Santa Margarita, y se replegó hacia esta salida; finalmente, tras un furioso combate en una iglesia, evacuó la ciudad.

## Consecuencias
La batalla de Cremona supuso unas bajas, para cada bando, de unos 1.200 hombres, entre heridos y muertos.
Eugenio de Saboya cosechó, debido a los hábiles preparativos efectuados, el éxito inicial de la batalla. Tuvo la satisfacción de haber llevado a bien una empresa delicada, incluida la gloria de uncir a su carro a un ilustre prisionero. Sin embargo, debido a haber cometido el error de introducir para combatir en la ciudad a más jinetes que infantes, fracasó, viéndose obligado a abandonar lo que parecía ser una fácil conquista.
Las tropas francesas, cogidas de improvisto, desplegaron sangre fría, energía y perseverancia. Su recompensa fue la conservación de la ciudad en sus manos.
Por lo que respecta al mariscal de Villeroy, el menos diestro de los jefes del Ejército francés, culpable de la negligencia con la que se hacía el servicio de armas en la plaza, culpable también de no haber vigilado los movimientos y actitudes de Eugenio de Saboya, fue hecho prisionero.
Durante su retirada, Eugenio de Saboya se apoderó de parques de suministro y de almacenes a lo largo del río Oglio. Regresó posteriormente a sus acuartelamientos y puso bajo asedio a Mantua, tras haberle llegado como refuerzo 15.000 hombres.
Louis-Joseph de Vendôme tomó el mando del Ejército francés.